# Nutrioso, Arizona
Nutrioso je naseljeno područje za statističke svrhe u američkoj saveznoj državi Arizona. Prema popisu stanovništva iz 2010. u njemu je živjelo 26 stanovnika.